# Minardi M194
Chronologie des modèles (1994)
Minardi M193B
Lola T93/30 Minardi M195
La Minardi M194 est une monoplace de Formule 1 engagée par la Scuderia Minardi dans le cadre de la saison 1994 de Formule 1. Elle est pilotée par les Italiens Pierluigi Martini et Michele Alboreto. L'Italien Luca Badoer est le pilote essayeur de l'écurie.

## Historique
La M194 est engagée en course à partir du Grand Prix du Canada, la sixième manche du championnat. Auparavant, l'équipe italienne utilisait la Minardi M193B, une évolution de la M193 de la saison 1993 qui a permis à l'écurie de marquer trois points durant les cinq premières courses, classant ainsi l'écurie à la neuvième place du championnat des constructeurs. Lors de leur première sortie, à Montréal, Alboreto termine onzième à deux tours du vainqueur Michael Schumacher tandis que Martini prend la neuvième place.
Lors du Grand Prix de France, Martini, élancé depuis la seizième position sur la grille de départ, marque les points de la cinquième place à deux tours de Schumacher, obtenant alors les derniers points de l'écurie de la saison, alors qu'Alboreto abandonne au vingt-et-unième tour de la course, sur une casse moteur, problème qu'il rencontrera à nouveau en Grande-Bretagne,.
Le reste de la saison est difficile pour l'écurie italienne : en Hongrie, les deux pilotes Minardi abandonnent à la suite d'un carambolage qui éliminera dix monoplaces. Si les deux pilotes terminent près des points lors des manches suivantes, ils restent bloqués en queue de peloton lors des dernières courses européennes. Lors du dernier Grand Prix de la saison, en Australie, alors que Martini termine en neuvième position à deux tours du vainqueur Nigel Mansell, Alboreto, qui participe à l'ultime Grand Prix de sa carrière, abandonne à la suite d'un accident survenu au soixante-neuvième tour.
À la fin de la saison, la Scuderia Minardi termine à la dixième place du championnat des constructeurs avec cinq points. Pierluigi Martini se classe vingt-et-unième du championnat des pilotes tandis que Michele Alboreto est vingt-cinquième avec un point.

## Résultats en championnat du monde de Formule 1

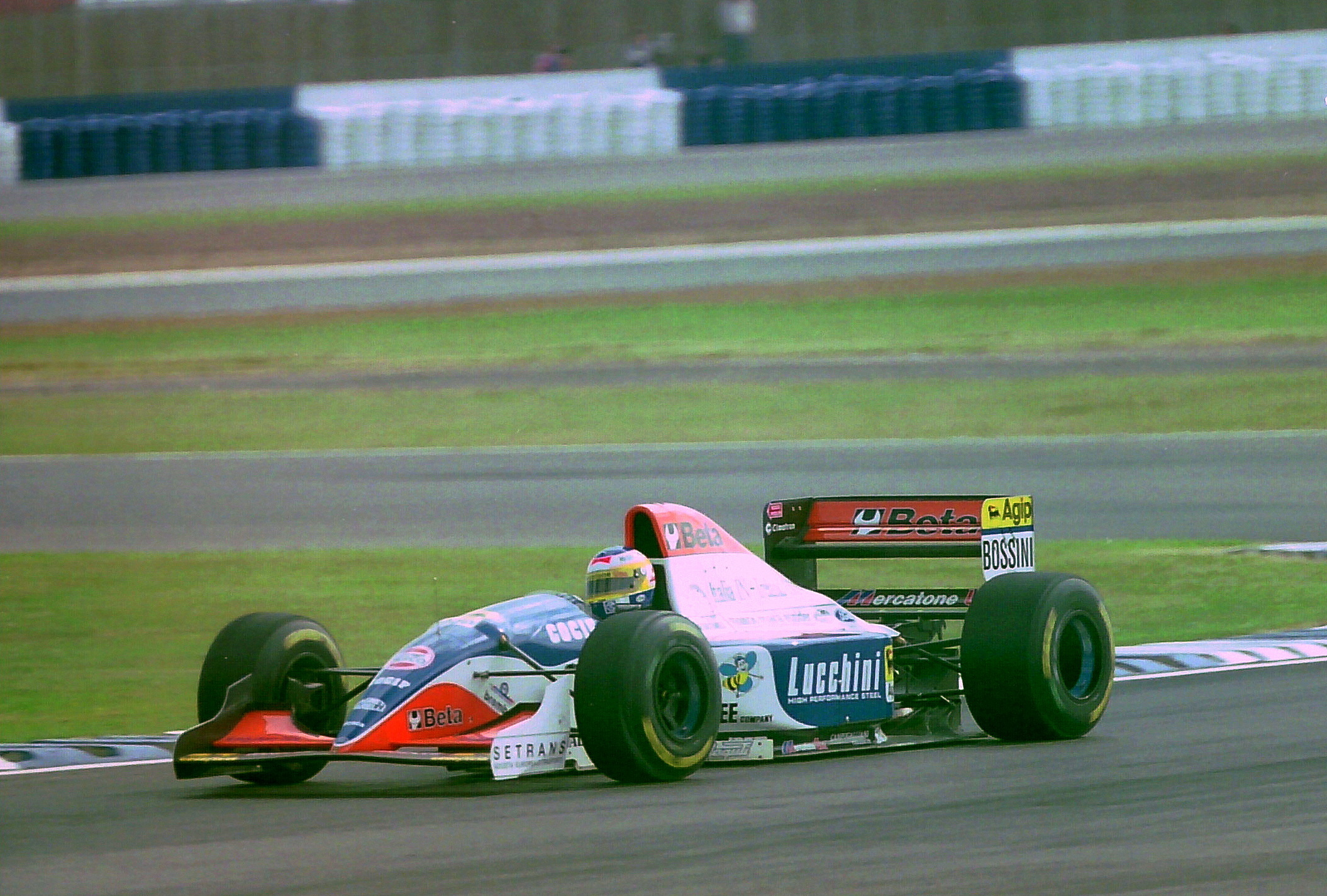
La Minardi M194 d'Alboreto à Silverstone.

| Saison | Écurie                  | Moteur               | Pneus    | Pilotes           | Courses | Courses | Courses | Courses | Courses | Courses | Courses | Courses | Courses | Courses | Courses | Courses | Courses | Courses | Courses | Courses | Points inscrits | Classement |
| Saison | Écurie                  | Moteur               | Pneus    | Pilotes           | 1       | 2       | 3       | 4       | 5       | 6       | 7       | 8       | 9       | 10      | 11      | 12      | 13      | 14      | 15      | 16      | Points inscrits | Classement |
| ------ | ----------------------- | -------------------- | -------- | ----------------- | ------- | ------- | ------- | ------- | ------- | ------- | ------- | ------- | ------- | ------- | ------- | ------- | ------- | ------- | ------- | ------- | --------------- | ---------- |
| 1994   | Minardi Scuderia Italia | Ford-Cosworth HBD V8 | Goodyear |                   | BRÉ     | PAC     | SMR     | MON     | ESP     | CAN     | FRA     | GBR     | ALL     | HON     | BEL     | ITA     | POR     | EUR     | JAP     | AUS     | 5*              | 10e        |
| 1994   | Minardi Scuderia Italia | Ford-Cosworth HBD V8 | Goodyear | Pierluigi Martini |         |         |         |         |         | 9e      | 5e      | 10e     | Abd     | Abd     | 8e      | Abd     | 12e     | 15e     | Abd     | 9e      | 5*              | 10e        |
| 1994   | Minardi Scuderia Italia | Ford-Cosworth HBD V8 | Goodyear | Michele Alboreto  |         |         |         |         |         | 11e     | Abd     | Abd     | Abd     | 7e      | 9e      | Abd     | 13e     | 14e     | Abd     | Abd     | 5*              | 10e        |

Légende : ici 

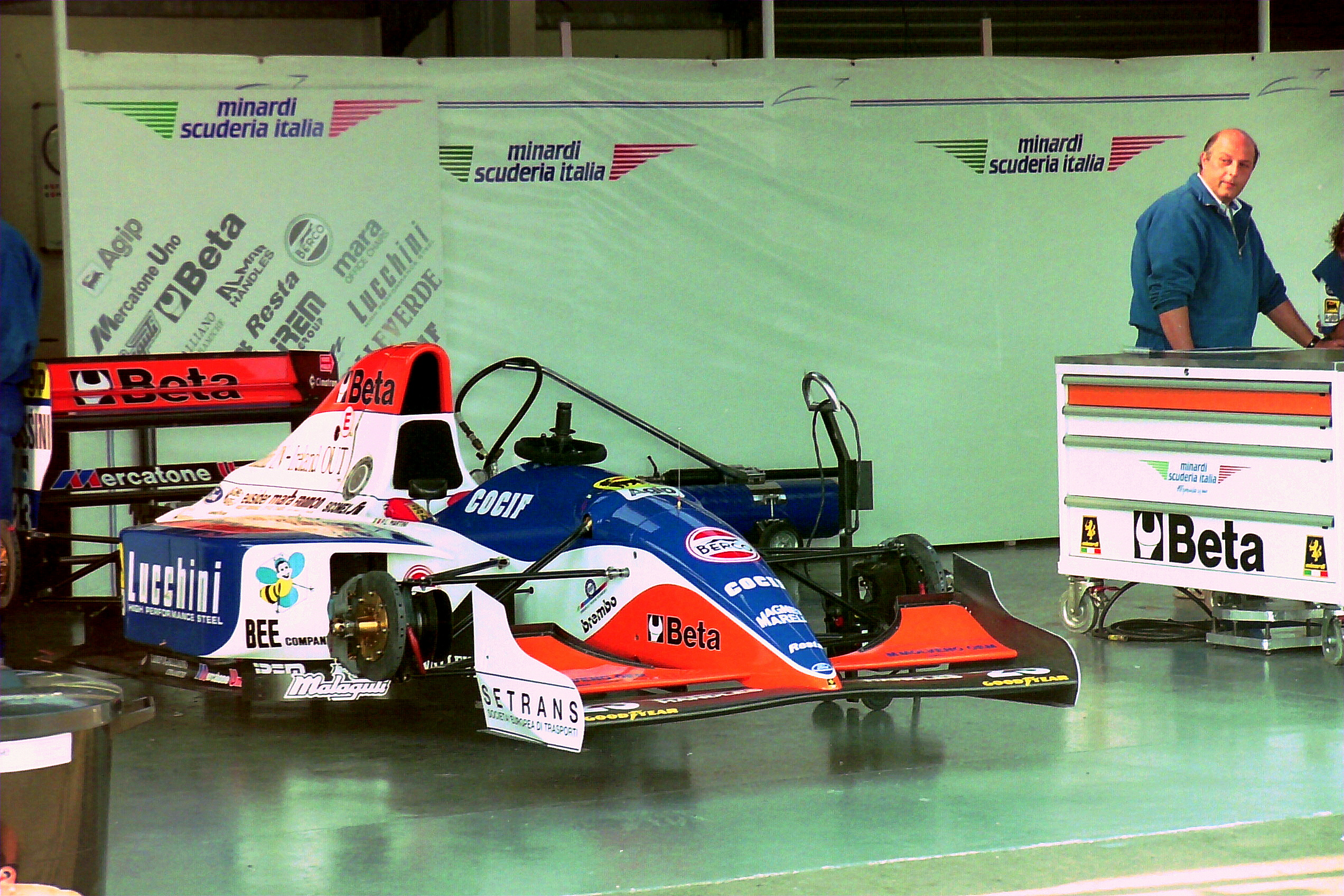
Le garage Minardi à Silverstone.

- * 3 points marqués avec la Minardi M193B.